# Eurythyrea aurata
Eurythyrea aurata es una especie de escarabajo del género Eurythyrea, familia Buprestidae, descrita por Pallas en 1776. Se encuentra en Europa.